# Deutsch-sowjetische Röhren-Erdgas-Geschäfte
Die deutsch-sowjetischen Röhren-Erdgas-Geschäfte begannen am 1. Februar 1970 mit der Unterzeichnung dreiseitiger Verträge über die Lieferung von Großröhren durch bundesdeutsche Firmen, Erdgaslieferungen durch die Sowjetunion und Gewährung von Krediten durch westdeutsche Banken. Es sollten von Oktober 1973 an jährlich drei Milliarden Kubikmeter Erdgas geliefert werden, nach Ausbau des sowjetischen Pipelinenetzes mit 1,2 Millionen Tonnen Großröhren aus westdeutscher Produktion.

## Vorgeschichte
Die Energiequelle Erdgas nahm in Westdeutschland 1959 ihren Siegeszug von Oldenburg aus – man war dort die erste Großstadt, die vollständig von Stadtgas auf Erdgas umstieg. Unabhängig davon trieben zur selben Zeit im Ruhrgebiet die Stahlunternehmen Hoesch, Mannesmann und Thyssen die Lieferung von Stahlröhren in die Sowjetunion voran, 600.000 Tonnen wurden in drei Jahren dort abgesetzt. Ein Plan von Erdgaslieferungen aus der Sowjetunion gewann Januar 1969 Kontur, als Wirtschaftsminister Karl Schiller den Staatssekretär Klaus von Dohnanyi deswegen nach Moskau schickte. Noch im selben Frühjahr verhandelte die Ruhrgas AG diskret über das Geschäft, das am 1. Februar 1970 im Essener Hotel Kaiserhof als Wirtschaftsvertrag geregelt wurde.

## Verwirklichung
Ein Kreditvertrag wurde zwischen der Außenhandelsbank der UdSSR und der von einem Konsortium aus 17 Geldinstituten beauftragten Deutschen Bank abgeschlossen. Der „Röhrenkredit I“ hatte eine Laufzeit von 12 Jahren, war bis dahin das größte deutsch-sowjetische Finanzgeschäft und zu 50 Prozent durch die Hermes-Kredit-Versicherungs-AG besichert.
Über ein derartiges Geschäft war bereits Ende der 1950er Jahre verhandelt worden, es scheiterte aber an dem 1962 von den USA durchgesetzten Röhren-Embargo. US-Präsident Kennedy hatte das Embargo während der Kubakrise für angemessen gehalten, Bundeskanzler Ludwig Erhard hob es 1966 auf. Treibende Kraft beim Neustart des Handels war der Unternehmer Otto Wolff von Amerongen. Nun lieferte die Mannesmann-Export GmbH gemeinsam mit der Thyssen Hütte an die Staatshandelsgesellschaft W/O Promsyrjoimport Großrohre, wie sie für die zu erwartenden klimatischen Verhältnisse noch nie zum Einsatz gekommen waren. Das Erdgas wurde bei Waidhaus in der Oberpfalz in das Netz der Ruhrgas AG und das MEGAL-Transportsystem eingespeist. Es folgten in den 1970er Jahren weitere Verträge nach diesem Muster von Dreiecksgeschäft, bis zum „Röhrenkredit V“ vom Januar 1978. Angesichts des Röhren-Erdgas-Geschäfts begann die vom neuen US-Präsidenten Ronald Reagan gebildete Regierung 1982 mit einer mehr die Konfrontation betonenden Politik gegenüber der Sowjetunion.